# Steroid 11b-monooksigenaza
Steroid 11b-monooksigenaza (EC 1.14.15.4, steroidna 11beta-hidroksilaza, steroidna 11beta/18-hidroksilaza, oksigenaza, steroid 11beta -mono-) je enzim sa sistematskim imenom steroid,redukovani-adrenal-feredoksin:kiseonik oksidoreduktaza (11beta-hidroksilacija). Ovaj enzim katalizuje sledeću hemijsku reakciju:
steroid + redukovani adrenal feredoksin + O2 {\displaystyle \rightleftharpoons } 11beta-hidroksisteroid + oksidovani adrenal feredoksin + 2O
Ovaj enzim je hem-tiolatni protein (P-450). On takođe vrši hidroksilaciju steroida u 18-poziciji, i konvertuje 18-hidroksikortikosteron u aldosteron.

## Literatura
- Nicholas C. Price; Lewis Stevens (1999). Fundamentals of Enzymology: The Cell and Molecular Biology of Catalytic Proteins (Third изд.). USA: Oxford University Press. ISBN 019850229X.
- Eric J. Toone (2006). Advances in Enzymology and Related Areas of Molecular Biology, Protein Evolution (Volume 75 изд.). Wiley-Interscience. ISBN 0471205036.
- Branden C; Tooze J. Introduction to Protein Structure. New York, NY: Garland Publishing. ISBN 0-8153-2305-0.
- Irwin H. Segel. Enzyme Kinetics: Behavior and Analysis of Rapid Equilibrium and Steady-State Enzyme Systems (Book 44 изд.). Wiley Classics Library. ISBN 0471303097.
- William P. Jencks (1987). Catalysis in Chemistry and Enzymology. Dover Publications. ISBN 0486654605.

## Spoljašnje veze
- Steroid+11beta-monooxygenase на 